# Saga Vanninen
Saga Vanninen (* 4. Mai 2003 in Tampere) ist eine finnische Leichtathletin, die sich auf den Siebenkampf spezialisiert hat. 2025 wurde sie Hallenwelt- und -europameisterin im Fünfkampf.

## Sportliche Laufbahn
Erste internationale Erfahrungen sammelte Saga Vanninen beim Europäischen Olympischen Jugendfestival (EYOF) 2019 in Baku, bei dem sie mit 5913 Punkten die Goldmedaille im Siebenkampf gewann. 2021 siegte sie dann mit 6271 Punkten bei den U20-Europameisterschaften in Tallinn und anschließend siegte sie mit 5997 Punkten auch bei den U20-Weltmeisterschaften in Nairobi. 2022 wurde sie beim Hypomeeting in Götzis mit 6097 Punkten Zehnte und anschließend verteidigte sie bei den U20-Weltmeisterschaften in Cali mit 6084 Punkten ihren Titel. Kurz darauf gelangte sie bei den Europameisterschaften in München mit 6045 Punkten auf Rang zehn. Im Jahr darauf wurde sie bei den Halleneuropameisterschaften in Istanbul mit 4440 Punkten Siebte im Fünfkampf. Im Mai steigerte sie ihre Bestleistung in Götzis auf 6391 Punkte und belegte damit den vierten Platz. Anschließend siegte sie bei den U23-Europameisterschaften in Espoo mit 6317 Punkten. Im August gelangte sie bei den Weltmeisterschaften in Budapest mit 6289 Punkten auf den neunten Platz. 2024 gewann sie bei den Hallenweltmeisterschaften in Glasgow mit neuem finnischen Landesrekord von 4677 Punkten die Silbermedaille im Fünfkampf hinter der Belgierin Noor Vidts. Im Juni musste sie ihren Wettkampf bei den Europameisterschaften in Rom vorzeitig beenden und anschließend wurde sie bei den Olympischen Sommerspielen in Paris mit 6163 Punkten 15.
2025 steigerte sie bei den Halleneuropameisterschaften in Apeldoorn ihre Bestleistung im Fünfkampf auf 4922 Punkte und erzielte damit einen neuen U23-Europarekord und gewann damit die Goldmedaille. Kurz darauf siegte sie mit 4821 Punkten auch bei den Hallenweltmeisterschaften in Nanjing. Im Juli siegte sie dann bei den U23-Europameisterschaften in Bergen mit neuem Meisterschafts- und Landesrekord von 6563 Punkten. Sie löste damit Satu Ruotsalainen als finnische Rekordhalterin ab.
2023 wurde Vanninen finnische Meisterin im Weitsprung. Zudem wurde sie 2022 Hallenmeisterin im 60-Meter-Hürdenlauf.

## Persönliche Bestleistungen
- 100 m Hürden: 13,25 s (+1,1 m/s), 19. Juli 2025 in Bergen
  - 60 m Hürden (Halle): 8,19 s, 9. März 2025 in Apeldoorn
- Weitsprung: 6,52 m, 9. März 2025 in Apeldoorn
- Siebenkampf: 6563 Punkte, 20. Juli 2025 in Bergen (finnischer Rekord)
  - Fünfkampf (Halle): 4922 Punkte, 9. März 2025 in Apeldoorn (finnischer Rekord)